# René Derency
René Derency (Sochaux, 27 maggio 1925 – Nantes, 18 ottobre 1954) è stato un cestista francese.

## Carriera
Con la Francia ha disputato i Giochi olimpici di Londra 1948, vincendo la medaglia d'argento.